# Gmina Jordanów Śląski
Die Gmina Jordanów Śląski ist eine Landgemeinde im Powiat Wrocławski der Woiwodschaft Niederschlesien in Polen. Ihr Sitz ist das gleichnamige Dorf (deutsch Jordansmühl) mit etwa 1200 Einwohnern.

## Geographie

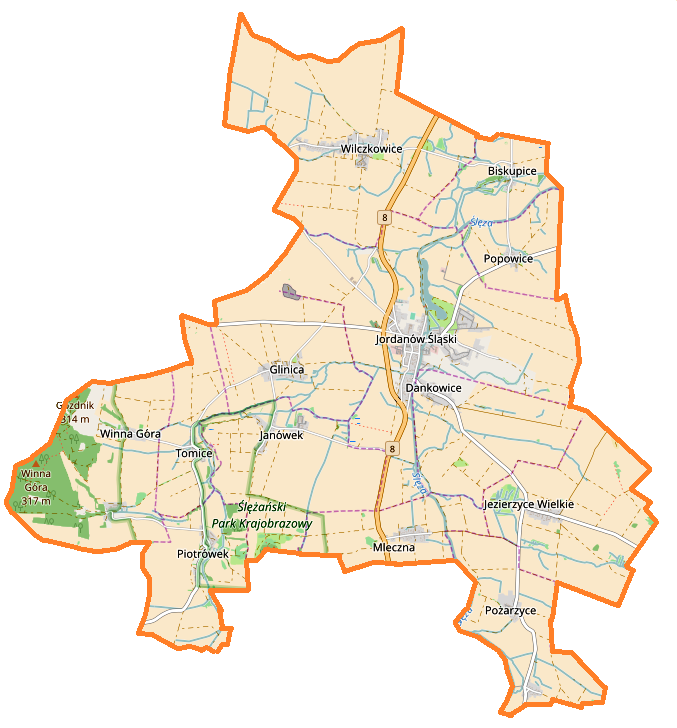
Karte der Gemeinde

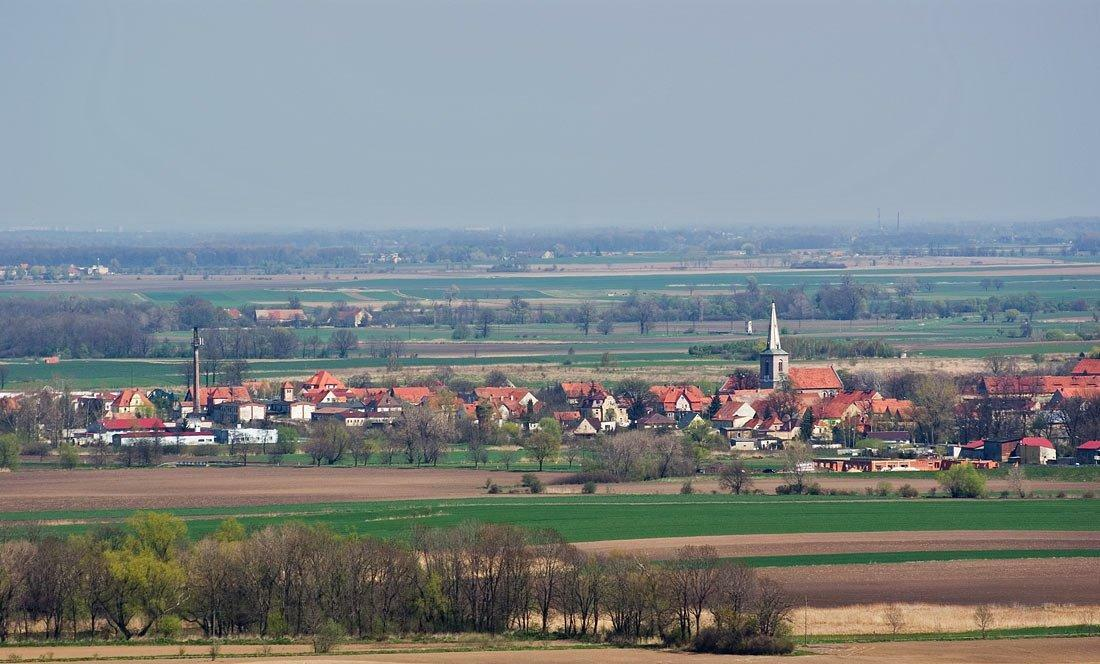
Jordanów Śląski

Die Gemeinde liegt im Osten der Woiwodschaft. Nachbargemeinden sind Borów, Kobierzyce, Kondratowice, Łagiewniki und Sobótka. Die Woiwodschaftshauptstadt Breslau liegt etwa zwanzig Kilometer nordöstlich.
Die Landgemeinde hat eine Fläche von 56,6 km², von dieser werden 88 Prozent land- und drei Prozent forstwirtschaftlich genutzt.

## Geschichte
Die Gemeinde wurde 1973 aus Gromadas wieder gebildet und gehörte zum Powiat Dzierżoniowski. Von 1975 bis 1998 kam sie zur Woiwodschaft Breslau. Der Powiat wurde in dieser Zeit aufgelöst. Im Jahr 1999 kam die Landgemeinde zur Woiwodschaft Niederschlesien und zum Powiat Wrocławski.

## Gliederung
Die Landgemeinde Jordanów Śląski mit 3197 Einwohnern (Stand 31. Dezember 2020) besteht aus 13 Dörfern mit 15 Schulzenämtern (sołectwa). Diese sind (deutsche Namen bis 1945):
- Biskupice (Bischkowitz, 1937–1945 Loheichen)
- Dankowice (Dankwitz)
- Glinica (Gleinitz)
- Janówek (Ober Johnsdorf)
- Jezierzyce Wielkie (Groß Jeseritz)
- Jordanów Śląski (Jordansmühl)
- Karolin (Ortsteil von Piotrówek – Petersdorf)
- Mleczna (Mlietsch, 1936–1945 Lohetal)
- Piotrówek (Petersdorf)
- Popowice (Poppelwitz, 1937–1945 Dreihöfen)
- Pożarzyce I & II (Poseritz)
- Tomice (Thomnitz)
- Wilczkowice (Wilschkowitz, 1937–1945 Wolfskirch)
- Winna Góra (Karlsdorf-Weinberg)

## Verkehr
Die Landesstraße DK8 führt von Nord nach Süd durch die Gemeinde. Der nächste internationale Flughafen ist Breslau.
Der Bahnhof Jordanów Śląski bestand an der Bahnstrecke Kobierzyce–Piława Górna.